# Rowoyoso
Rowoyoso is een bestuurslaag in het regentschap Pekalongan van de provincie Midden-Java, Indonesië. Rowoyoso telt 5606 inwoners (volkstelling 2010).